# Teja Gregorin
Teja Gregorin (Domžale, 29 giugno 1980) è un'ex biatleta e fondista slovena.

## Biografia

### Carriera nello sci di fondo
Nata a Ihan di Domžale, iniziò praticando lo sci di fondo: prese parte a tre edizioni dei Mondiali juniores, ai Mondiali di Lahti 2001 (33ª nella sprint il miglior piazzamento) e a un'edizione dei Giochi olimpici invernali, Salt Lake City 2002 (34ª nella sprint, 41ª nell'inseguimento, 9ª nella staffetta).
In Coppa del Mondo esordì il 12 gennaio 2000 a Nové Město na Moravě (55ª) e ottenne il miglior piazzamento il 27 novembre 2001 a Kuopio (12ª).

### Carriera nel biathlon
Dal 2002 si dedica al biathlon; in Coppa del Mondo ha esordito il 4 dicembre 2003 a Kontiolahti (52ª) e ha ottenuto il primo podio il 6 gennaio 2005 a Oberhof (3ª).
Nella sua carriera da biatleta ha preso parte ad altre tre edizioni dei Giochi olimpici invernali, Torino 2006 (14ª nella sprint, 16ª nell'inseguimento, 19ª nella partenza in linea, 18ª nell'individuale, 6ª nella staffetta), Vancouver 2010 (9ª nella sprint, 9ª nell'inseguimento, 5ª nella partenza in linea, 36ª nell'individuale, 8ª nella staffetta) e Soči 2014 (15ª nella sprint, 11ª nell'individuale, 3ª nell'inseguimento, 4ª nella partenza in linea), e a dieci dei Campionati mondiali, vincendo due medaglie.
Il 18 dicembre 2017 il Comitato Olimpico Internazionale ha accertato una violazione delle normative antidoping da parte della Gregorin in occasione delle Olimpiadi di Vancouver, annullando conseguentemente i risultati ottenuti tra le Olimpiadi di Vancouver 2010 e il febbraio 2012; l'atleta è stata squalificata per due anni.

## Palmarès

### Biathlon

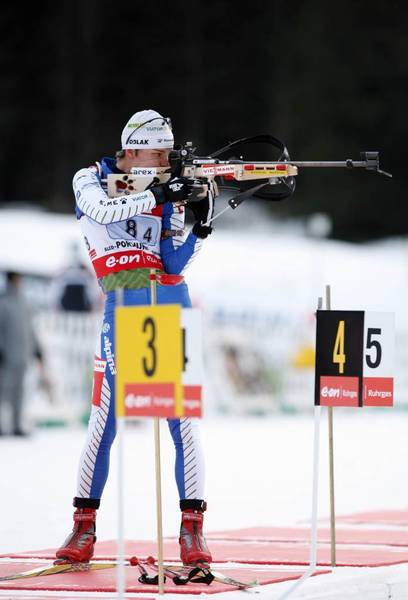
Teja Gregorin in gara nel 2009

#### Olimpiadi
- 1 medaglia:
  - 1 bronzo (inseguimento a Soči 2014)

#### Mondiali
- 2 medaglie:
  - 2 argenti (individuale[2] a Pyeongchang 2009; staffetta mista[2] a Ruhpolding 2012)

#### Coppa del Mondo
- Miglior piazzamento in classifica generale: 8ª nel 2011
- 4 podi (2 individuali, 2 a squadre), oltre a quelli conquistati in sede iridata e validi anche ai fini della Coppa del Mondo:
  - 1 secondo posto
  - 3 terzi posti

### Sci di fondo

#### Coppa del Mondo
- Miglior piazzamento in classifica generale: 80ª nel 2002